# Aleksander Kreek
Aleksander Kreek (Estonia, 21 de julio de 1914-19 de agosto de 1977) fue un atleta estonio especializado en la prueba de lanzamiento de peso, en la que consiguió ser campeón europeo en 1938.

## Carrera deportiva
En el Campeonato Europeo de Atletismo de 1938 ganó la medalla de oro en el lanzamiento de peso, con una marca de 15.83 metros que fue récord de los campeonatos, superando a los atletas alemanes Gerhard Stock (plata con 15.59 metros) y Hans Woellke (bronce con 15.52 metros).